# Класократія
Класократія — одна із форм державного управління.
Термін запропоновано В'ячеславом Липинським в його теорії українського консерватизму (також теорія українського монархізму, чи як він сам її називав теорія українського гетьманського націоналізму). Це політичний режим, що відзначається рівновагою між владою і свободою, між силами консерватизму і прогресу. Гарантом і арбітром такого устрою представляється «законом обмежена і законом обмежуюча» конституційна монархія. На чолі держави має бути монарх (гетьман), влада якого передається в спадок і є легітимною.
Соціальний клас для Липинського — лише підвалина, на якій починається державне будівництво, його справжніми будівниками є невеликі соціальні групи, національна аристократія, еліта. Для Липинського еліта — активна меншість, яка створює держави і нації.

## Хліборобський клас
У певний історичний період будь-яка державна нація, вважає Липинський, має в собі певну групу людей, яка є засадою її державного існування.
Промисловий клас, що до нього Липинський зараховував і робітників, і підприємців-капіталістів, жодною мірою не вписувався в поняття «органічного» класу. Зневажливе ставлення Липинського до промислового класу базувалося незначною роллю цього класу в соціальній структурі українського суспільства, разом з тим Липинський не виключав сформування промислового елементу серед українців. Україна для Липинського — це насамперед потужний клас хліборобів, у межах якого існують суперечності між багатими і бідними, але не боротьба. У хліборобах Липинський вбачає головного носія державної ідеї, до них він звертається зі своїм політичним проектом.
Липинський хотів бачити в Україні втілення ідеальної монархії — гетьманату.